# Ochozy
Ochozy jsou přírodní památka severně obce Archlebov v okrese Hodonín. Důvodem ochrany je zachování a ochrana chráněných druhů rostlin, kriticky ohroženého druhu tořiče včelonosného (Ophrys apifera), silně ohroženého vstavače vojenského (Orchis militaris) aj. Na vegetaci je vázaná svým výskytem i řada teplomilných druhů hmyzu.